# デイリースポーツ
デイリースポーツ（Daily Sports）は、日本のスポーツ新聞である。株式会社デイリースポーツが編集し、神戸新聞社から発行されている。本社は神戸市中央区で近畿地方に地盤を築いている。キャッチコピーは「ブレないデイリー」。社是は、「デイリースポーツ同人は、スポーツの振興と娯楽の健全化を通じて、国民の文化向上につとめる。」。

## 歴史・概要

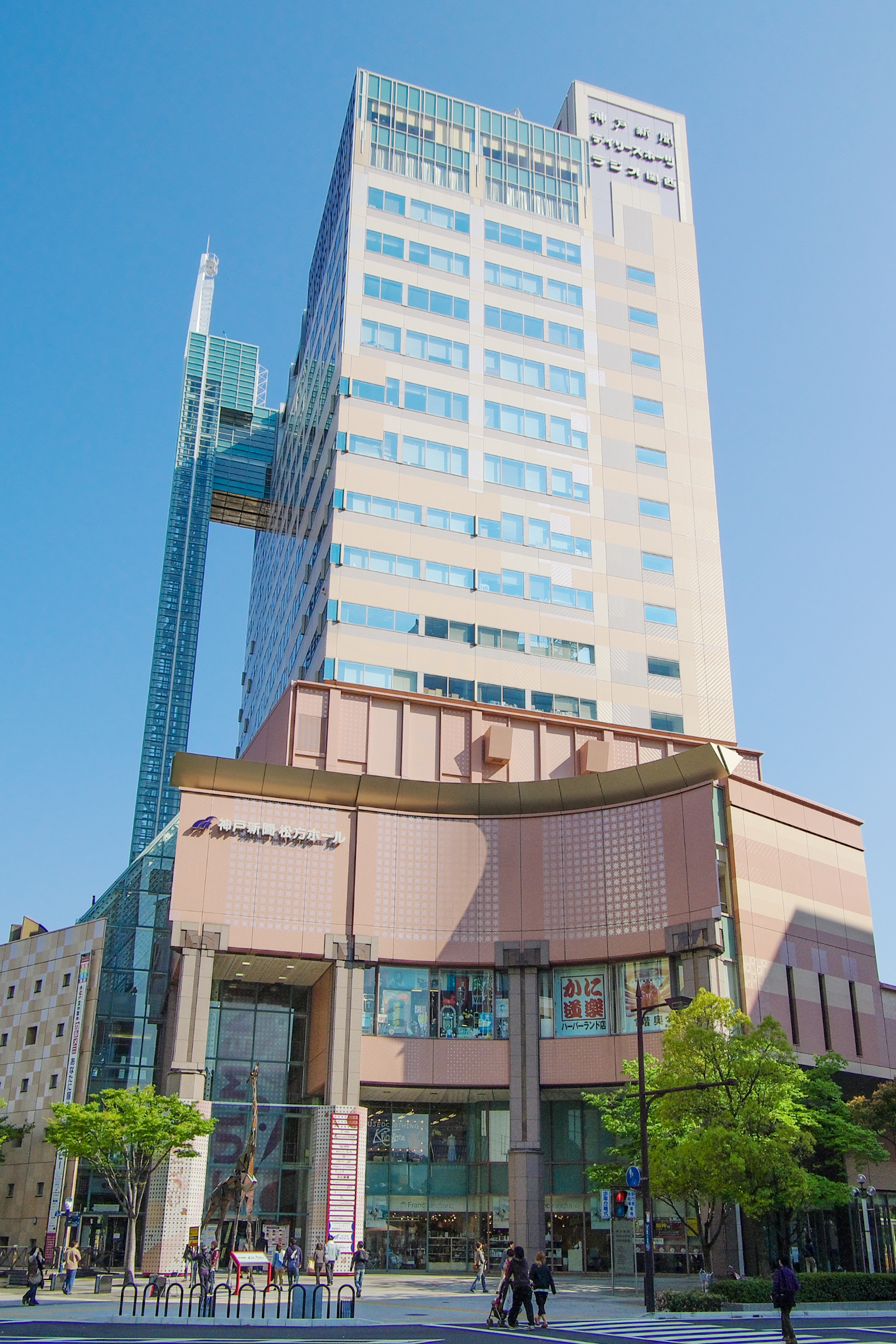
神戸新聞社デイリースポーツ事業本部のある神戸情報文化ビル

### 創刊までのいきさつ
太平洋戦争の終結後、日本に進駐してきたGHQは、既存紙の紙面の方針転換を促すとともに、新しい新聞の創刊を推奨した。しかしこの頃は新聞用紙が慢性的に不足しており、結局は既存紙が、用紙割り当て数確保のために、積極的に新興新聞発行を行った。
神戸新聞社でも、子会社の神港夕刊新聞社を通じて系列の夕刊紙「神港夕刊」を発行していたが、神港夕刊側が事実上の独立を申し入れたため神戸新聞側が別の新興新聞発行を検討した。京阪神の売店等で売られている新聞を市場調査した結果、スポーツをメインに据えた新聞を発行することに決定。1948年7月25日付けの神戸新聞に創刊予告が出され、8月1日に第1号が発刊された。

### デイリースポーツ社の設立
1950年10月1日からタブロイド判からブランケット判に切り替え、1955年1月25日には神戸新聞社から独立して「デイリースポーツ社」が設立された（本店：神戸新聞社内、支店：神戸新聞社東京支社内）。同年2月11日に東京都でも発行されるようになった。
スポーツニッポン（1949年創刊）、オールスポーツ（1950年創刊。現・日刊スポーツ西日本本社・大阪本部版）、サンケイスポーツ（1955年創刊）、報知新聞（1964年大阪進出）が近畿地方で発行を始めるまでは、名実ともに「近畿唯一のスポーツ紙」であった。その後、デイリースポーツ社が東京、大阪、神戸の3本社体制に発展し、東海3県を除く本州の各地と四国地方で発行していく。
東京（首都圏）では1975年から「夕刊デイリースポーツ」も発行していたが、2009年11月30日付で休刊。たとえば、日曜夕刊は競馬が終わって一息入れたあとに、その日の細かい競走成績と、既に翌週の重賞メンバーの馬柱が載っていたので、セミプロ級のファンが、こぞって買い求めたので、30年くらいの間、夕刊が取り柄になるほどの人気だった。平日も、会社帰りの競馬ファンが買い求めて、首都圏の激しい夕刊紙競争を生き抜いた。

なお、東日本（静岡県以東）地域版は1992年までは東京タイムズとの提携で発行したが、同紙休刊以後は、自らが運営するスポーツ新聞を持っていない日本経済新聞系の印刷工場日経東京製作センター（旧・千代田総業）から発行していたが、2006年にこのうちの新木場工場を神戸新聞社・デイリースポーツ社に譲渡し、新たに子会社・デイリースポーツプレスセンターを設立、関東向けの新聞を同所から発行するようになった（2019年1月から関東での印刷を14年ぶりに日経東雲工場への委託に変更している）。このため、デイリーは直営ではないものの日経系のスポーツ紙としての役割を補てんしているといえる。

関西版では、これまでの神戸新聞工場での印刷に加え2018年5月から全国紙の産経新聞大淀工場(運営・産経新聞印刷株式会社)で委託印刷を開始、『大阪印刷版』との表記がある。なお、産経新聞社は競合スポーツ紙のサンケイスポーツを発行している。
1977年には東京本社版が、次いで1980年には大阪本社版が休刊日発行（号外扱いの即売特別版）を開始した。
創刊当初はプロ野球、アマチュアスポーツ界、芸能界が紙面の中心であったが1965年以降になるとギャンブル部門を拡大させ、1985年には日航機墜落事故をきっかけに社会面がスタートした。その間の1974年には、厳選した紙面掲載写真を「パネルサービス」として販売を開始している。
1995年1月17日の阪神・淡路大震災（兵庫県南部地震）で旧神戸本社（三宮・神戸新聞会館）が壊滅的な被害を受けたため、一時は印刷困難になりかけたが紙面の制作は東京・大手町にある日本経済新聞社の東京本社に委託する形で行われ、販売提携している地方紙の印刷工場などを利用して新聞の発行を続けた。しかし、完全復旧する同年3月まではカラー印刷が不可能となったり、紙面のページ数も大幅に削減するなどの影響を受けた。なお前述したとおり2006年に神戸新聞社と日経新聞社の提携関係の締結により、関東向けの新聞を発行する日経東京製作センター・新木場工場を神戸新聞・デイリースポーツに譲渡するにあたっての交換条件として、日経は西宮市にある「神戸新聞阪神製作センター」への印刷委託を開始し、兵庫県向けの日経新聞を印刷するようになった。

### 神戸新聞社への吸収合併と編集部門の再分社化
2010年3月1日に経営基盤の強化を目的として、デイリースポーツ社が神戸新聞社へ吸収合併された。これに伴いデイリースポーツ及び関連媒体の発行元が神戸新聞社に変更され、分社以来55年ぶりに神戸新聞社からの発行となった。これに先立ち、2009年12月に公営競技情報部門を分社しデイリースポーツ・クオリティを設立、新聞だけでなく電子媒体などへの情報販売を本格化させた。組織的には、神戸新聞取締役会の下にデイリースポーツ事業本部をおいた。
2年後の2012年12月より、子会社「中四国デイリースポーツ社」を「デイリースポーツ」に社名変更し、神戸新聞デイリースポーツ事業本部からの社員出向という形で編集部門の再分離を発表している。発行元は神戸新聞社のままとしている。

### 題字遍歴
題字の矢印風の文字のデザインは創刊当初から今日まで変わっていないが、バックの地紋（スクリーントーン）は1980年代前半までひし形が描かれていた。カラー化後は赤地・黄色文字の縦サイズだったものがあったが、2010年の法人移行後は横文字、黒地・黄色。
東京だけで発行していた夕刊のものは「夕刊」を縦書き。デイリーの「ー」が右上に伸びる形で、その下にスポーツという文字を入れていた。後年は右上に黒地・黄色で「夕刊（縦書き）デイリー」とかかれたものがあった。
後年より、略称である「デイリー」のロゴも1面右上に併記されるようになった。
なお、現在は朝日新聞社傘下の日刊スポーツも、創刊当初はデイリースポーツが関東で創刊されていなかったことから「THE DAILY SPORTS（後にTHE DAILY SPORTS NEWS）」と表記された時代があった。

#### 「デイリー」ロゴの派生
1999年（平成11年）に野村克也が阪神監督へ就任したのを機に、阪神勝利翌日の1面にて「デイリー」ロゴの「ー」にトラのしっぽを描いたデザインを導入。紙面でチームを盛り上げていくために導入した。以来、バリエーションが増加。阪神以外にも、広島版では広島東洋カープ勝利翌日付1面にて赤い鯉のぼりを描いたものが、高校野球に関する話題では金属バットが、野球以外のスポーツでは、テニスがラケット、サッカーはボールを蹴る選手の足、アイススケートは靴、マインドスポーツの将棋は「ー」の上に王将の駒がのったもの、スポーツ以外でも芸能ニュースを取り上げる際には、マイクの絵を入れたもの、よろず～では虎の尻尾のイメージの波ダッシュがそれぞれ使用される。

## 発行所所在地
参考：
- 神戸本部（登記上の本店） 神戸市中央区東川崎町1丁目5-7（神戸情報文化ビル）
- 大阪本社 大阪市西区江戸堀1丁目10-8

なお、西日本向けの1面題字には2010年2月28日付までは登記上の本店である神戸本社の住所は記載されておらず「大阪本社」の住所が掲載されていたが、発行元が神戸新聞社へ移行した翌3月1日付から記載されるようになった。
- 東京本部 東京都江東区木場2丁目14-8[注 8]
- 広島支社（旧中四国デイリースポーツ広島本部）広島市中区胡町3-19（中国ビル4Ｆ）
- 高松支社（旧中四国デイリースポーツ本社）高松市磨屋町2-8（リーフスクエア高松ビル4F）
- 関連会社
  - デイリースポーツ・クオリティ 本社は神戸本部に同じ
  - デイリースポーツプレスセンター 本社は東京本部に同じ

| 地域別の発行体裁   | 地域別の発行体裁 | 地域別の発行体裁                                                          | 地域別の発行体裁                         | 地域別の発行体裁     | 地域別の発行体裁 | 地域別の発行体裁                                                                                   |
| 発行所             | 発行版           | 対象都府県 （☆=即売のみ）                                                 | 印刷所                                   | 印刷所               | 委託販売先の新聞社 | 委託販売先の新聞社                                                                                 |
| 発行所             | 発行版           | 対象都府県 （☆=即売のみ）                                                 | 印刷所名称                               | 委託新聞社           | 全国紙 | 地方紙（カッコ内は対象となる都府県 地方紙とのかかわりの項参照）                                    |
| ------------------ | ---------------- | ------------------------------------------------------------------------- | ---------------------------------------- | -------------------- | --- | -------------------------------------------------------------------------------------------------- |
| 東京本部           | 関東版           | 茨城県、栃木県、群馬県、埼玉県、千葉県、東京都、神奈川県、☆山梨県、静岡県 | 日経東京製作センター・東雲工場（江東区） | 日本経済新聞東京本社 | 日本経済新聞 （※日経直売所のほか、朝日新聞、毎日新聞、並びに右記の委託販売を行う地方紙、まれに産経新聞（主に関西）、読売新聞（主に関東）の宅配所でも抱き合わせ（併売）の形で販売するケースもある） | なし                                                                                               |
| 神戸本部・大阪本社 | 関西版           | 石川県、福井県、三重県、滋賀県、京都府、大阪府、奈良県、和歌山県          | 神戸新聞総合印刷（神戸市、西宮市）       | 直営                 | 日本経済新聞 （※日経直売所のほか、朝日新聞、毎日新聞、並びに右記の委託販売を行う地方紙、まれに産経新聞（主に関西）、読売新聞（主に関東）の宅配所でも抱き合わせ（併売）の形で販売するケースもある） | 神戸新聞（兵庫県）、京都新聞（京都府・滋賀県）                                                     |
| 神戸本部・大阪本社 | 関西版           | 石川県、福井県、三重県、滋賀県、京都府、大阪府、奈良県、和歌山県          | 産経新聞印刷大淀工場（大阪市）           | 産経新聞大阪本社     | 日本経済新聞 （※日経直売所のほか、朝日新聞、毎日新聞、並びに右記の委託販売を行う地方紙、まれに産経新聞（主に関西）、読売新聞（主に関東）の宅配所でも抱き合わせ（併売）の形で販売するケースもある） | 神戸新聞（兵庫県）、京都新聞（京都府・滋賀県）                                                     |
| 神戸本部・大阪本社 | 広島版           | 広島県、山口県、鳥取県の一部、島根県の一部、☆福岡県の一部                 | 中国印刷（福山市）                       | 両所とも中国新聞社   | 日本経済新聞 （※日経直売所のほか、朝日新聞、毎日新聞、並びに右記の委託販売を行う地方紙、まれに産経新聞（主に関西）、読売新聞（主に関東）の宅配所でも抱き合わせ（併売）の形で販売するケースもある） | 中国新聞（広島県、山口県）                                                                         |
| 神戸本部・大阪本社 | 広島版           | 広島県、山口県、鳥取県の一部、島根県の一部、☆福岡県の一部                 | 中国新聞広島印刷センター（廿日市市）     | 両所とも中国新聞社   | 日本経済新聞 （※日経直売所のほか、朝日新聞、毎日新聞、並びに右記の委託販売を行う地方紙、まれに産経新聞（主に関西）、読売新聞（主に関東）の宅配所でも抱き合わせ（併売）の形で販売するケースもある） | 中国新聞（広島県、山口県）                                                                         |
| 神戸本部・大阪本社 | 瀬戸内版         | 鳥取県、島根県、岡山県、愛媛県、香川県、徳島県、高知県                    | 愛媛新聞社印刷センター（松山市）         | 愛媛新聞社           | 日本経済新聞 （※日経直売所のほか、朝日新聞、毎日新聞、並びに右記の委託販売を行う地方紙、まれに産経新聞（主に関西）、読売新聞（主に関東）の宅配所でも抱き合わせ（併売）の形で販売するケースもある） | 山陽新聞（岡山県）、愛媛新聞（愛媛県）、四国新聞（香川県）、徳島新聞（徳島県）、高知新聞（高知県） |

## 特筆事項

### 編集局
デイリースポーツの紙面作成の核となる編集局は、神戸本部と東京本部の2か所におかれており、スポーツ関連は神戸本部の報道部（さらに野球部門と一般スポーツとに細分）と東京本部運動部、芸能・社会関係は芸能人の活動が主に関東圏に多いことから東京本部の芸能部が中心（関西地域は神戸本部報道部が担当）、写真部門は神戸・東京のそれぞれの本部に設置している。なお記者に取材指示を出すことを目的とする速報デスクワークは、整理部との連携を図るため神戸本部にすべておかれている。

### 紙面作成
紙面作成・構成は、公営競技・地方版・テレビ・ラジオ番組表などの地場ニュースを除いて基本的に神戸本部内の整理部が担当し、それらの紙面を神戸新聞の自社工場を初め、印刷委託を行っている各新聞社の工場に電送している。

### デイリーと阪神タイガースの関係
デイリースポーツは、唯一の関西地盤のスポーツ紙として阪神タイガースの情報を多く取り上げており、特に「阪神関連の記事を常に1面に持ってくる」姿勢を徹底して貫いている。例えば、2010年6月14日に行われたサッカーＷ杯日本代表対カメルーン代表戦で本田圭佑の得点により日本代表が1－0の勝利を収めた翌日のスポーツ紙はゴールを決めた本田圭佑を1面で取り上げた。しかし、デイリースポーツは当時阪神に在籍していた下柳剛の入籍に関する記事が1面だった。また、2016年6月26日、将棋の藤井聡太が30年ぶりに公式戦29連勝を達成し、翌27日の新聞各紙が1面で大きく報じたのに対し、デイリースポーツはオールスターゲームにファン投票で初選出された阪神の梅野隆太郎の記事だった。
井上章一の著書『阪神タイガースの正体』によると、創刊当初のデイリーは、必ずしも阪神中心の紙面ではなかった。デイリーが阪神を初めて大きく扱った記事は、「デイリースポーツ40年史」曰く、1956年に起こった「藤村排斥事件」で、一部選手による、時の監督・藤村富美男への退陣要求をスクープ。これが阪神中心の紙面づくりの始まりだと考えられている。
デイリースポーツの元編集局長である平井隆司によると、かつては東京地区では東京本社（現：東京本部）が独自に紙面を構成していたため、読売ジャイアンツ（巨人）に関する記事が1面だったこともあった。しかし、経費削減の目的から、1980年代に東京と大阪の紙面を共通化した。この事が首都圏在住の阪神ファンの支持を得ることになり、却って販売部数が増えたとしている。
また、平井によると、スポーツ報知と巨人の運営会社が同じ読売新聞社傘下なのに対抗して、阪神電気鉄道および阪神球団も、デイリースポーツを買収してグループ会社化させる構想があったとしている。当時の球団社長である小津正次郎が積極的だったとしているが、「お抱え新聞になっても売れないから」との理由で断念した。

#### 現状
関西では基本的にスポーツ報知以外の全紙が阪神記事を1面を飾っている。ただ日刊スポーツに関しては親会社の朝日新聞社の方針もあり、現在はサッカー日本代表の記事がまれに一面に来ることもある。

一方、関東ではデイリースポーツのみ阪神記事が1面を飾っている場合が大半。報知が2000年代後半以降、巨人が負けた場合や巨人の試合が無い時、巨人が勝った場合でも他ジャンルで大きな出来事・事件があった際は、巨人以外の情報が1面を飾っている場合が多くなってきているのに対し、デイリーは一部の例外を除き、阪神以外の記事が1面を飾ることは滅多に無い。そのため関東の阪神ファンにとってはデイリースポーツは情報源となっている場合もある（関西における報知と似た位置付け）。
いずれにしても、関西では阪神が勝っても負けても1面を飾るスポーツ紙がほとんどであり、パ・リーグの球団はよほどのことがなければ1面を飾ることはない。その結果、オリックス・ブルーウェーブ・(大阪)近鉄バファローズに関する情報は特に1992年以降小さいものに甘んじるようになり、さらには在阪の民放局までもがこの流れを追随していった。
ちなみに、広島版では阪神ではなく広島東洋カープの記事が一面となることがほとんどであるため、阪神の記事は裏一面か内面に追いやられることもままある。それでも、一面の下の部分に「阪神ホットコーナー」と題した、大阪や東京版では一面で扱っている阪神記事を要約したものを載せている。

### 地方版
西日本版（神戸本部・大阪本社）には中四国地方向けの地方版として、広島版と四国・瀬戸版（当初は瀬戸内海版）とがあり、1975年のプロ野球開幕に合わせて同年4月9日付けからは地場ニュースの連載を始めている。過去には中京・九州版を地方版として発行していたが、現在は終了しており、福岡県のごく一部で広島版を発売している程度にとどまっている。
締め切り時間の都合上、これらの地方版はナイターが遅くまで続いている場合、早版では途中経過しか伝えられない場合があり、その場合翌々日の紙面で結果を掲載する（近畿・関東の宅配早版でも同様のケースがある）。
なお、中四国地方に向けては1967年12月1日に現地での販売と発行を目的とした直営子会社として「四国デイリースポーツ社」（2002年3月1日に「中四国デイリースポーツ社」に社名変更）を設立し、香川県高松市に本社、広島県広島市に広島本部をそれぞれ設け、2012年11月30日まで中四国地域向けの発行元（ただし、発行者のクレジットは「デイリースポーツ社」（初代）→「神戸新聞社」のまま）としていた。

#### 広島版
デイリースポーツの広島版は、提携関係にある中国新聞社の協力により広島県廿日市市にある中国新聞広島制作センター（ちゅーピーパーク）と、広島市中区の中国印刷の2か所で委託印刷され、広島県全域と山口県（離島など一部地域を除く）、および鳥取県と島根県の広島県境に当たる西部・南部の一部地区で販売されている。また2012年11月1日より、東京都中央区銀座にある広島ブランドショップ「tau（たう）」でも中国新聞とともに販売されるようになった。
広島東洋カープとサンフレッチェ広島の報道に力を入れており、カープが勝利した翌日の1面はロゴの「デイリー」の「ー」の部分が鯉のぼりになる。また高校野球期間中はカープの敗戦翌日の1面が高校野球広島大会や甲子園での広島代表の話題となることがあり、その際には「デイリー」の「ー」の部分が金属バットとボールになる。なお、広島・山口地区の公営競技面も掲載されている。
他地域版でまれにサッカーなどの他競技や著名人の訃報など、タイガース関連以外が1面となった時も、広島版だけカープの記事が1面となる事例も時折みられる。
タイガースの優勝翌日は広島版でもタイガースが1面となり（題字も他地域版に準拠）、カープの記事が裏1面（広島版の題字を使用）となることがある一方、カープの優勝翌日には他地域版でカープが1面（題字も広島版に準拠）となる逆転現象が起こることがある。
そのほか、広島地区の情報を補完する目的で大阪版よりページ建てを増やしてそのページの2/3で「広島特報バン!!」というカラーページを設けている。カープやサンフレッチェのみならず高校野球やゴルフ、レジャー情報にも力を入れており、広島地区で活動するアナウンサーやタレントの寄稿も掲載される。残ったスペースは脳トレやBS・CSの番組表に活用される。
2014年8月20日に発生した広島土砂災害以降、広島版の1面では「デイリー」の題字上に「がんばろう広島!」のメッセージが常時付けられた。2023年9月現在は同じ個所に赤地の白抜きで「広島印刷版」と書かれている。
なお、中国新聞も1964年に、当時の社長の方針により、自社でスポーツ紙「スポーツ中国」を発刊していたが、赤字額が大きく、労働組合からの追及もあり、わずか1年で廃刊した。その後、中四国地区の販売会社「四国デイリースポーツ社」の発足に伴い、広島地区の現地版印刷を中国新聞に委託するようになった。

#### 四国・瀬戸版
広島版発行地域を除く中国地方と四国地域向けの版は愛媛新聞社で委託印刷されている。
四国・瀬戸版は地元にプロ野球チームがないこともあり、関西版同様阪神メインの紙面構成ではあるが、対象7県内所在のJリーグチームや、開催される各種スポーツイベント・公営競技も率先的に取り上げている。

#### 中京・九州版
1986年（昭和61年）11月、国鉄のダイヤ改正に伴う新聞輸送専用荷物列車の廃止により、九州地区・山口県西部（防府市以西）・中京地区の一部への配送が中止された。このため、一時期発行していたこれらの地域の地方版の掲載も終了となった。なお、九州版や中京版を発行していた頃は西鉄ライオンズ→太平洋クラブ・ライオンズ→クラウンライター・ライオンズ特集（九州版）・中日ドラゴンズ特集（中京版）をそれぞれ組んでいた。ただし、クラウンライター・ライオンズが西武ライオンズとして埼玉県に本拠地を移動してからは、廃刊まで九州版も阪神タイガースメインの記事であった。
現在東海（愛知、岐阜）・九州向けには宅配されていない（郵送・電子版はこの限りではない）。
福岡県では博多駅、西鉄福岡（天神）駅、天神駅、小倉駅など一部地域で広島版が即売のみで販売されていたが（番組表は差し替えられておらず、また北部九州の番組も掲載されていない。）、愛知県向けの販売が終了となった2011年11月30日をもって九州地域でも販売を終了し、現在九州で入手できる方法としては中央競馬発売時の小倉競馬場か郵送・電子版である。山口県では、広島での現地印刷開始、配送ルートや道路事情の改善などにより広島版が防府市以西でも販売されるようになった。
愛知県においては、名古屋市内の主要駅の一部売店にて神戸本社版の早版が即売のみで販売されていたが（コンビニでの販売はない。）、2011年11月30日をもって販売を終了。なお、三重県の伊賀市と名張市では、それぞれ一部のコンビニで神戸本社版の早版が販売されている。

### 公営競技
競馬ではJRA重賞の「クイーンカップ」、「デイリー杯2歳ステークス」、船橋競馬場の交流重賞「クイーン賞」、高知競馬場の重賞競走「御厨人窟賞」に盃や社賞を贈り、各地で「競馬教室」を開いている。またNTTドコモのiモードコンテンツの中に「デイリー馬三郎」を開設している。
競輪では1984年に日本選手権競輪（競輪ダービー）の前夜祭を主催したが、「一つの新聞社にやらせるとは」という異議もあって1回限りで終わった。

### 格闘技
1961年（昭和36年）にボクシング欄を創設、やがてこれがプロレスも含めた「デイリー・リング」と銘打った（今で言う）格闘技欄に発展する。一時は流行のキックボクシングにも密着し大きく扱ったこともあったが、その後1977年にプロレス欄を創設。取材記者にプロレス担当を設け、プロ野球のシーズンオフの時は3面も使うほどの熱の入れようであった。1983年6月3日に蔵前国技館で行われたアントニオ猪木VSハルク・ホーガン戦で猪木がホーガンの必殺技「アックスボンバー」を食らって失神した際、デイリーはリング下で失神する猪木を激写（見出しは「猪木、意識不明」）。この場に居合わせていなかった他紙の記者が、共同通信社を通じてデイリーの写真を求める一幕もあった。
一時期、殆どの朝刊スポーツ紙でプロレス記事の掲載は少なかった。その点、デイリーは昭和の時代から東京スポーツと共にプロレス報道の2大紙と言われる。特にデイリーは、全日本女子プロレスの後援にその設立初期から名を連ねたこともあり、女子プロレスに関しても女子プロブームの頃から緻密な取材を重ねていた。そのため他のプロレス専門誌やスポーツ誌が試合結果を載せていなかった頃、唯一デイリーだけが全日本女子プロレスの試合結果を載せていた。

よって、「朝に前夜のプロレスの結果を知りたきゃデイリーよ」と言われ、デイリーを毎朝・東スポを夕方購入するプロレスマニアは大勢いた。ただ時代が昭和から平成になった頃、新日本プロレスの東京ドーム大会が定番化された辺りから、他のスポーツ紙も、少なくとも東京ドーム大会の様な主要試合に関しては記事を掲載する様になった。さらに殆どの団体の（当時はまだプロレス団体が少なかった）全試合の結果が毎日掲載されるほどに各紙のプロレス取材が強化され現在に至るが、現在はプロレス団体が非常に多く、紙面の都合もあり主だった団体の結果や寸評、時にはメインイベントだけの結果という様に要約されて掲載される。
なお上記に挙げたのは東京本社版の場合である。神戸本部・大阪本社（西日本）版においてのプロレス記事の導入はかなり遅く、試合結果が載り始めたのは1980年代末期、東京本社版と同等の格闘技欄（「スーパーファイト」面）が導入されたのは1990年代に入ってからである。
全女が倒産、解散した後はJWPの主要大会の後援を行い、引き続き女子プロレスに関わり続けている。2008年には創刊60周年記念として、女子プロレス大会「サマードリーム2008」を開催（7月21日・大阪、8月3日・東京）。この大会に合わせて新設した「デイリースポーツ認定女子タッグ王座」（JWP認定タッグ王座と統一を経て現在はPURE-J管理）の争奪戦とOG戦を中心とした、小規模ながらもオールスター戦のような趣の興行となった。
また2006年9月から、傍系のサンテレビジョンが同年10月にハッスルの特別番組を放映するのを控え、ハッスルの報道を強化。サンテレビジョンの特番はこの限りだったが、デイリーでは引続き「ハッスル（特別）取材班」を設けてまで、毎回、他団体よりも大きく扱った。
さらに大日本プロレス広島大会の後援にも付き「広島“大”熱狂プロレス」として開催している。
ボクシングの面では、具志堅用高が王座にあった時代のWBAジュニアフライ級の防衛戦を始め、TBS及び協栄ボクシングジムによるボクシング興行「ガッツファイティング」を協賛した（2012年からは東京中日スポーツに変更）。また、毎年恒例の全日本新人王決定戦の主催者でもあり、その紙面での扱いは他紙よりも大きい。
2000年代は亀田家との関係を緊密にしていることで知られ、2006年8月から2007年1月にかけて亀田家をフィーチャーした週一回の特集ページ「週刊亀田新聞」を連載していた。その所以からか、2007年10月11日に行われた亀田大毅対内藤大助戦の試合結果について、亀田側を擁護し内藤側の反則を批判する記事を書いた唯一のスポーツ新聞となった。

### 社会ネタ
1985年8月に起きた日航ジャンボ機墜落事故をきっかけに社会面を新設した。社会面は共同通信社配信による記事が中心であるが、国内外で重大な事件・事故やなどが起きた際は本紙でも他紙と同様に本紙独自の取材による社会ネタを一面に載せることがある。本紙が一面で取り上げた社会ネタ（スポーツ・芸能界の重大事件・不祥事などは除く。）は、1989年1月の昭和天皇崩御や、1991年1月の湾岸戦争、1995年1月の阪神・淡路大震災、1995年のオウム真理教による一連の事件、1997年6月の神戸連続児童殺傷事件の容疑者逮捕、1997年8月のダイアナ元イギリス皇太子妃事故死、1998年10月の和歌山毒物カレー事件の容疑者逮捕、2001年9月のアメリカ同時多発テロ事件、2002年9月の北朝鮮による日本人拉致問題（当時の小泉純一郎首相と金正日北朝鮮総書記との会談）、2005年4月のJR福知山線脱線事故、2006年1月の堀江貴文ライブドア社長（当時）逮捕、2011年3月の東日本大震災などがある。特に、昭和天皇崩御や阪神・淡路大震災、1995年5月の麻原彰晃こと松本智津夫オウム真理教代表（当時）逮捕、東日本大震災の際は、一面から紙面の大半をそれらの関連記事に満たした。
関西版のうち、京阪神通勤圏向けの最終12版では1986年ごろからテレビ面を中頁に移し、最終面（ダブル1面）に社会面を持ってきたことがあった（それ以外の地域向けは従来どおり最終面がテレビ面、社会面は中頁だったが、1988年に最終面もニュース面になった）。

### 性風俗面
性風俗面はサンケイスポーツやスポーツニッポンと同じく力を注いだ。東京版は即売版のみ載せていたが、大阪版は宅配版にも載せていた。末期は東京中日スポーツと協力し同じ情報や漫画（「エロしぼり」など）が掲載されていた。2010年3月1日より神戸新聞社発行となりアダルト面が廃止され、即売版と宅配版の区別がなくなった。
2012年10月1日から「お色気面」として再開（宅配・即売とも）。
2023年12月に再び廃止。

### その他
- 神戸新聞の系列ということもあってか、ヴィッセル神戸の情報が多い[注 18]。2023年にヴィッセルがJ1リーグで初優勝を飾った翌日の11月26日付紙面では、関西版・関東版とも1面で大々的に報じた。
- 一時期、題字に英文字（THE DAILY SPORTS）を入れていたことがある。
- ニュース・オールナイトなどラジオたんぱの長時間ニュース番組では、スポーツニュースはデイリースポーツ提供であり、コーナーのオープニングとエンディングでその旨がジングルとともにアナウンスされていた。
- 1990年度中期頃まで1部120円であったが、現在[いつ?]は1部130円である。これにより1部120円で販売されているスポーツ新聞は東京中日スポーツと東海地方に於いての日刊スポーツ及びスポーツニッポンのみとなった。
- 首都圏で発行された「夕刊デイリースポーツ」は、プロ野球関連の記事は比較的少なく、競馬やゴシップ記事が1面を飾るケースも少なくなかった。静岡県や甲信越地方、東北地方の一部では、この「夕刊―」の紙面を、そのまま翌日の朝刊に流用して載せるケースが多かったとされる。夕刊デイリースポーツは紙面上の日付が発売日の翌日となっており番組表も関東を中心に東北・静岡・甲信越の翌日のものが掲載されていた。「夕刊デイリースポーツ」が休刊になってからは、これらの地方への販売も基本的に休止となったが一部地域の駅では、早版の販売を継続している。
- 読売ジャイアンツ（巨人）の長嶋茂雄・王貞治をコンビとして付けた言葉「ON砲」の名付け親はデイリースポーツであった。1963年4月、巨人のクリーンナップを張っている2人が大活躍したことからデイリースポーツの記者がアメリカ大リーグニューヨーク・ヤンキースのロジャー・マリスとミッキー・マントルをあらわす「MM砲（英語版）」に倣って彼らの名前の頭文字を取ってON砲としてみるのはどうか」と提案。それが新聞の見出しとして掲載され、以後定着するようになった。ひいては、長嶋・王に限らずチームのホームランバッターを「○○砲」と書く嚆矢になったが、助っ人外国人選手に使われることが多い。長嶋・王は試合によって3番4番を入れ替えていたので、一部ではその時の打順に沿ってNO砲とする案も検討されたがそうしてしまうと不発弾になってしまうということで却下されたという。
- 芸能面では、阪神ファンの芸能人を大きく取り上げることがある。
  - 2016年9月22日には阪神ファンである声優・歌手の水樹奈々が、阪神甲子園球場でコンサートを開催したのに合わせて記念特集号を制作、甲子園球場及びAmazonで販売した[17]。この記念特集号の題字は阪神の話題を扱っていないにもかかわらず、阪神勝利翌日付と同じ「デイリー」の「ー」が虎のしっぽになっているものを使用した。
  - 阪神で大物選手の引退や、節目の記録を達成するなど大きなニュースがあった場合、阪神ファンの芸能人のコメントが芸能面に掲載されるのも通例となっている。
- 2015年7月から、福岡県の西日本スポーツ（西日本新聞社発行）と提携を結び、当紙の芸能・社会面を西スポ紙面に掲載している[注 19]。中日スポーツ（中日新聞社発行）からは競馬騎手コラム（松山弘平[注 20]・浜中俊）の提供を受けているほか、東京中日スポーツ（中日新聞東京本社発行）、中スポ、西スポとの共同連載企画や4紙共同の読者プレゼント企画「アタック4」を実施するなど、ブロック紙系スポーツ紙との交流を深めている。
- 2020年には、年頭から日本国内で新型コロナウイルスへの感染が拡大している影響で、以下のように異例の紙面を編成した。
  - 当初3月20日から予定されていたNPBレギュラーシーズンの開幕が6月19日（いずれも金曜日）以降に延期されたことなどに伴って、阪神・広島両球団が4月からチーム全体の活動を一時的に休止したため、本紙の取材活動も大幅に制約された。4月9日付の1面で阪神に関するクロスワードを掲載したところ、同日午前にTwitterのトレンドワードランキングで1位を記録するなど、インターネットを中心に大きな反響を呼んだ[18]。このような反響を踏まえて、4月28日付の広島版では、広島東洋カープに関するクロスワードを1面に掲載した。
  - NPBレギュラーシーズンの開幕前（6月上 - 中旬）に練習試合が組まれてからの野球面には、阪神の選手のプレー写真を全面、または1面の過半数のスペースに引き延ばす手法で、「瞬撮」というカラーグラビアページを組み込んでいる。
- 2021年4月よりサブカルチャーやエンタメに特化した総合情報サイト「よろず～ニュース」を開設[19]。

### デイリー電子版
- 2010年2月1日から、デイリースポーツの紙面がインターネットで閲覧できる電子新聞「デイリー電子版」のサービスを開始した。神戸本社版の最終版[注 21]の全紙面が、パソコンやスマートフォンで発行当日に見られるサービスで、デイリースポーツが発行されていない地域でも発行当日の紙面を見ることができ、パソコンコースとアプリ限定コースがある。
- 毎朝6時に更新され、パソコンコースは関西版のみを掲載しているが、アプリ限定コースは関西版と東京版を掲載している。ただし、一部の広告・写真・記事は掲載されていない。過去には、肖像権の理由で旧ジャニーズ事務所関連の写真記事は省略されていた。
- 価格は、パソコンコースが月極1,980円である。アプリ限定コースは1部購入も可能で、iPhone・iPad版が月極1,600円、1部購入が120円、Android版が月極1,500円、1部購入が99円である。
- 2016年9月5日より、「デイリースポーツ広島版Lite」と題した広島版のサービスも開始した。ただし関西・東京版と異なり、ギャンブル面や芸能面なども配信されない他、1部購入は出来ない。その分、月額は600円となっている[20]。
- 本紙のニュースサイトである「デイリースポーツオンライン」は、2014年開設のデイリーニュースオンラインと名称が類似しているがまったく関係はない[21][22]。

### 地方紙とのかかわり
元々、発行元が神戸新聞社という地方紙系の新聞社であることから中四国地方向けには地方新聞社へ印刷を委託（先述）しているほか、中四国地方、及び奈良県・滋賀県・京都府ではその府県の地方新聞社、関東地方と大阪府では全国紙（主に日本経済新聞 を中心とした他の全国紙）のそれぞれの販売店へ販売委託を行っているなど地方紙との結びつきが強い。そのため、販売・印刷受託される地方新聞社の販売店を中心に各地に「デイリー会」なる販売店の交流団体がある。

#### 宅配可能地域・宅配取り扱い新聞店舗
注
- 宅配可能地域でも、山間部・離島など一部宅配不可の地域がある。宅配不可地域（北海道、東北6県、新潟県、山梨県、富山県、愛知県、岐阜県、九州8県も含む[注 23][23]）の場合は電子版、ないしは第三種郵便物の郵送になる[24]。また、関西版・東京版・広島版は1ヶ月以内のバックナンバーも扱っている。申込方法は、関西版はインターネットかファックスによる申込が可能。広島版はインターネットのみでの申込となっており、関西版の申込フォームに広島版のチェックを記入する。東京版は東京本社に問い合わせた上での購入になる[25]。
- 郵送購読の場合、各版とも全国に郵送が可能で、1ヶ月あたり月極料金に送料1,530円が加算され、3ヶ月単位の契約となる。関西版・瀬戸内版は毎日発送されるが、東京版は日曜・祝日版は月曜日に、広島版は土曜・日曜・祝日版は月曜日にそれぞれ一括発送される[24]。
- 鳥取・島根県は基本は瀬戸内版を配達するが、広島県に近い西部・南部の一部地域では広島版を配達する場合がある[24]。

## 番組表の収録局
番組表のフォーマットは基本的に神戸新聞のレイアウトに準拠しており、番組タイトルは2009年4月から太字（丸ゴシック体）、放送開始時間帯（「00」など）はイタリック体（やや右斜めに傾斜）で示している。なお、東京本社版については、東京タイムズと提携していた時代は基本的に東京タイムズのレイアウトに準拠したものを使った。番組表は、かつては東京ニュース通信社配信によるものを使用していたが、2021年現在は日刊スポーツ系列の日刊スポーツPRESS(旧・日刊編集センター)配信のものを使用している。

### 神戸本部・大阪本社版
※近畿地方向けのもの
- フルサイズ：NHK（大阪総合）、MBS、ABCテレビ、カンテレ、読売、サン、大阪
- ハーフサイズ（地上波）：京都
- クォーターサイズ（地上波）：NHK Eテレ、びわ湖、和歌山、奈良
- クォーターサイズ（AMラジオ）：ラジオ関西、NHK第1、ABCラジオ、MBS、KBS京都、大阪
- クォーターサイズ（BS・CS）：NHK BS、NHKBSプレミアム4K、BS日テレ、BS朝日、BS-TBS、BSテレ東、BSフジ、BS11 イレブン、BS12 トゥエルビ、BS釣りビジョン、時代劇専門チャンネル、日テレジータス、J SPORTS1-4、GAORA、スカイA

備考
- 1987年3月ごろまでは、AM局の番組は午後0時（正午）以後のもののみを収録していたが、紙面拡充により同4月以後は朝の放送開始（起点）時間からすべて掲載されるようになった。また、1970年代の関西向けの新聞には、サンテレビが一番左端（最初）に、ラジオのみであるが中国放送（RCC）、山陽放送ラジオ、西日本放送ラジオの番組も掲載されていた時期があった。
- かつてはFM放送とラジオたんぱ（ラジオNIKKEI）も一部収録されていたが、BS・CSの放送局が増加したこともあり2007年から掲載が省略された。さらに2020年秋ごろから、地上波のテレビ欄のスペースの文字を大きめにしたため、衛星放送面は別ページになった。時代劇専門チャンネルを掲載する前はフジテレビONEを収録していた。
- 2015年3月30日付から関西テレビの表記が「関西」から「カンテレ」に変更された。
- 休刊日の即売版は、岡山・徳島版と同じ番組表が掲載される。

### 岡山・徳島版
※岡山、徳島県向けのもの
- フルサイズ：NHK（大阪総合）、MBS、ABCテレビ、カンテレ、読売、サン
- クォーターサイズ（地上波）：NHK Eテレ、大阪、京都、四国、西日本、瀬戸内海、RSKテレビ、TSCテレビせとうち、OHK
- クォーターサイズ（AMラジオ、BS、CS）：神戸本部・大阪本社版と同じ

### 広島・山口版
※広島、山口県向けのもの
- フルサイズ：NHK広島（総合）、RCC、広テレ、HOME、TSS、TSCテレビせとうち
- ハーフサイズ：山口、山口朝日
- クォーターサイズ（地上波）：NHK Eテレ、日本海、BSS、さんいん中央、テレビ山口
- クォーターサイズ（ラジオ）：広島エフエム、NHK第1、RCCラジオ
- クォーターサイズ（BS・CS）：神戸本部・大阪本社版と同じ

※レイアウト変更により、OHK、RSKテレビ、南海放送、愛媛朝日テレビ、テレビ愛媛が掲載打ち切りとなった。

### 瀬戸内版
※四国三県（香川・愛媛・高知）向けのもの
- フルサイズ：西日本、瀬戸内海、RSKテレビ、OHK、南海、愛媛朝日、あいテレビ、テレビ愛媛
- ハーフサイズ：NHK総合
- クォーターサイズ（地上波）：NHK Eテレ、TSCテレビせとうち、高知、テレビ高知、高知さんさん
- クォーターサイズ（BS・CS）：神戸本部・大阪本社版と同じ

※レイアウト変更により、NHK総合とテレビせとうちがハーフサイズ以下に格下げになった。また四国、MBS、ABCテレビ、カンテレ、読売、サンが掲載打ち切りとなった。

### 東京本部版
※首都圏向けのもの
- フルサイズ：NHK（東京総合）、日テレ、朝日、TBS、テレビ東京、フジ
- ハーフサイズ：tvk、テレ玉、チバ
- クォーターサイズ（地上波）：NHK Eテレ、TOKYO MX1（2は非掲載）
- クォーターサイズ（BS・CS）：NHK BS、NHKBSプレミアム4K、BS日テレ、BS朝日、BS-TBS、BSテレ東、BSフジ、WOWOWプライム・ライブ・シネマ、BS11 イレブン、BS12 トゥエルビ、釣りビジョン、J SPORTS1-4、スカイA、日テレジータス、GAORA SPORTS、フジテレビONE、フジテレビTWO、時代劇専門チャンネル（以前はフジテレビNEXTだったが、時期不明だが変更になった）
- クォーターサイズ（ラジオ）：NHK第1、TBS、文化、ニッポン、ラジオ日本、ラジオNIKKEI

備考
- 日本テレビではかつて「日本テレビ」ではなく「NTV」と表記されていたが、2014年現在は「日テレ」と表記されている。なお、番組解説では「日本テレビ」と表記されている。
- TOKYO MXについては、2014年4月1日から全日マルチチャンネル放送（TOKYO MX2）を開始したが、スペースの都合でTOKYO MX1のみの掲載である。
- 局名の下にはいずれも各局の問い合わせ用代表電話番号が併記されているが、テレ玉のみ局のキャッチフレーズである「あなたにカンケイあるテレビ」が書かれている。

## キャラクター
- ブレないおっさん - 2013年10月に登場したデイリースポーツの公式キャラクター。ブレない阪神タイガース愛をキャラクター化したもの[7]。本名は「フジタニミノル」で、年齢は53歳。阪神間の下町でお好み焼き店「てこでもぶれんで」を営んでいる[27]。グレーのバンダナに、「てこでもぶれんで」と黒地に黄抜きで書かれた前掛けを身に付けている。デイリー読者歴30年、阪神と競馬をこよなく愛している。家族構成は妻と長男・長女。阪神タイガースのことをユニフォームの色に因んで「黄色さん」、巨人のことを同じく「橙（だいだい）さん」と呼んでいる。デイリー1面で阪神関連の記事の際に紙面の隅に登場し、阪神の勝敗をつぶやいている。広島版には通常登場しないが、阪神関連の記事で希に登場することがある。2021年5月、公式Twitterを開設した。

## 主な評論家

### 野球評論家
東京本部（主に関東地区）
- 関本四十四（1994 - 2003、'06 - ）
- 佐藤義則（2001、'08、'20 - ）在仙放送局・サンテレビ解説者兼
- 西山秀二(2011 - 2021、'24 - )

神戸本部
- 藤田平（1985 - '94、'97 - )
- 中田良弘（1995 - ）ABCテレビ・ABCラジオ・サンテレビ解説者兼
- 岡義朗（2001、'12 - ）サンテレビ・Tigers-ai・J SPORTS解説者兼
- 金本知憲（2013 - '15、'19 - ）※スポーツニッポンの評論家を兼務しているほか、フリーランスの野球解説者として活動。
- 谷佳知（2016 - ）
- 狩野恵輔（2018 - ）読売テレビ・MBSテレビ・MBSラジオ・サンテレビ・Tigers-ai解説者兼
- 井川慶（2023 - ）MBSテレビ・サンテレビ・Tigers-ai解説者兼
- 糸井嘉男（2023 - ）阪神タイガースSA（スペシャルアンバサダー）兼
- 福原忍（2025 - ）

中四国支社（主に広島版）
- 安仁屋宗八（1998 - 2004、'06 - ）RCCテレビ・RCCラジオ解説者兼

### 大相撲評論家
- 魁輝薫秀（友綱→大島親方。1988 - ）
- 武蔵丸光洋（武蔵川親方。2010 - ）